# Makwa Lake 129B
Makwa Lake 129B är ett reservat i Kanada.   Det ligger i provinsen Saskatchewan, i den centrala delen av landet, 2 600 km väster om huvudstaden Ottawa. Makwa Lake 129B ligger vid sjöarna  Jumbo Lake och Makwa Lake.
I omgivningarna runt Makwa Lake 129B växer i huvudsak blandskog. Trakten runt Makwa Lake 129B är nära nog obefolkad, med mindre än två invånare per kvadratkilometer.